# Brzostownica kaukaska
Brzostownica kaukaska (Zelkova carpinifolia (Pall.) K.Koch) – gatunek roślin z rodziny wiązowatych.  Występuje w Turcji, Gruzji (na Kaukazie, w Azerbejdżanie i Iranie (głównie Nizina Lenkorańska i Góry Tałyskie). Występuje w wielogatunkowych lasach liściastych, zwłaszcza w niższych położeniach górskich.

## Morfologia
PokrójDrzewo wysokości około 20-30 metrów, często z wieloma pniami, konary głównie stromo wzniesione. Korona drzewa jajowata do eliptycznej.
LiściePodłużnoeliptyczne, z wierzchu ciemnozielone. Jesienią przebarwiające się na kolor jasnobrązowy do pomarańczowobrązowego.
OwoceNiewielkie pestkowce średnicy do 8 milimetrów.
KoraBarwy szarej, w późniejszym wieku łuszczy się tafelkowato.

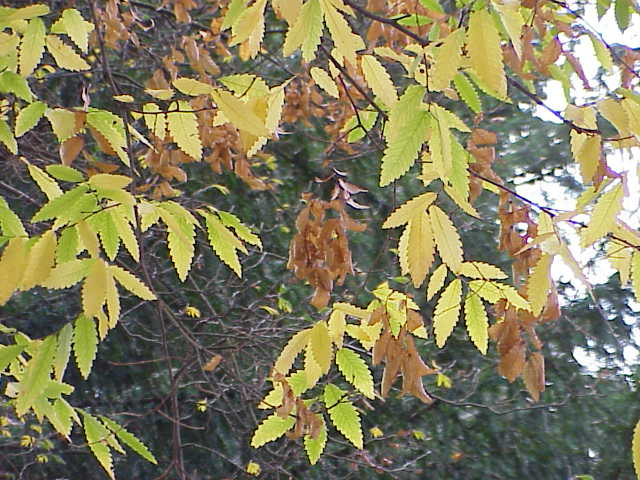
Liść
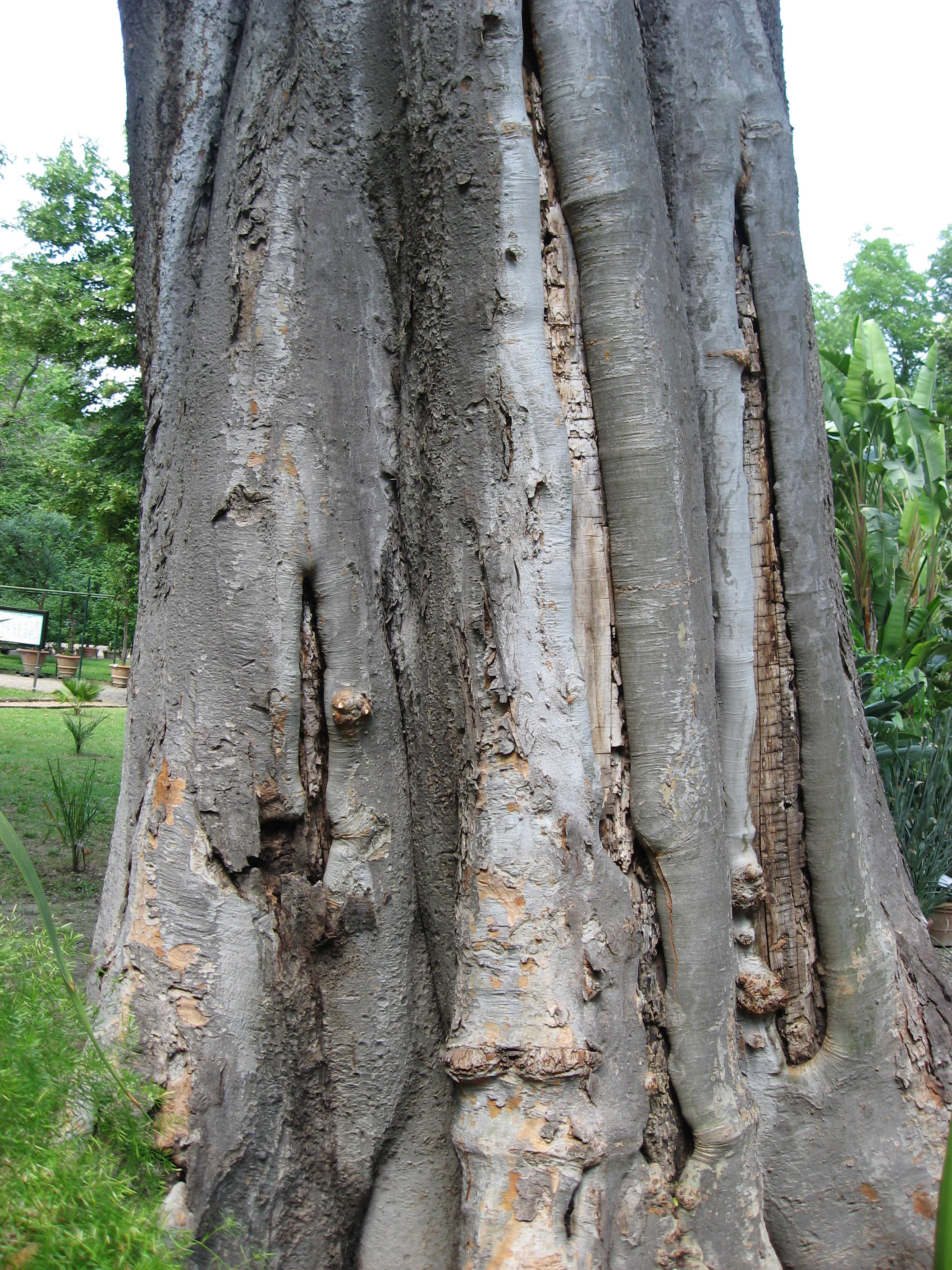
Pień